# Österbergturm

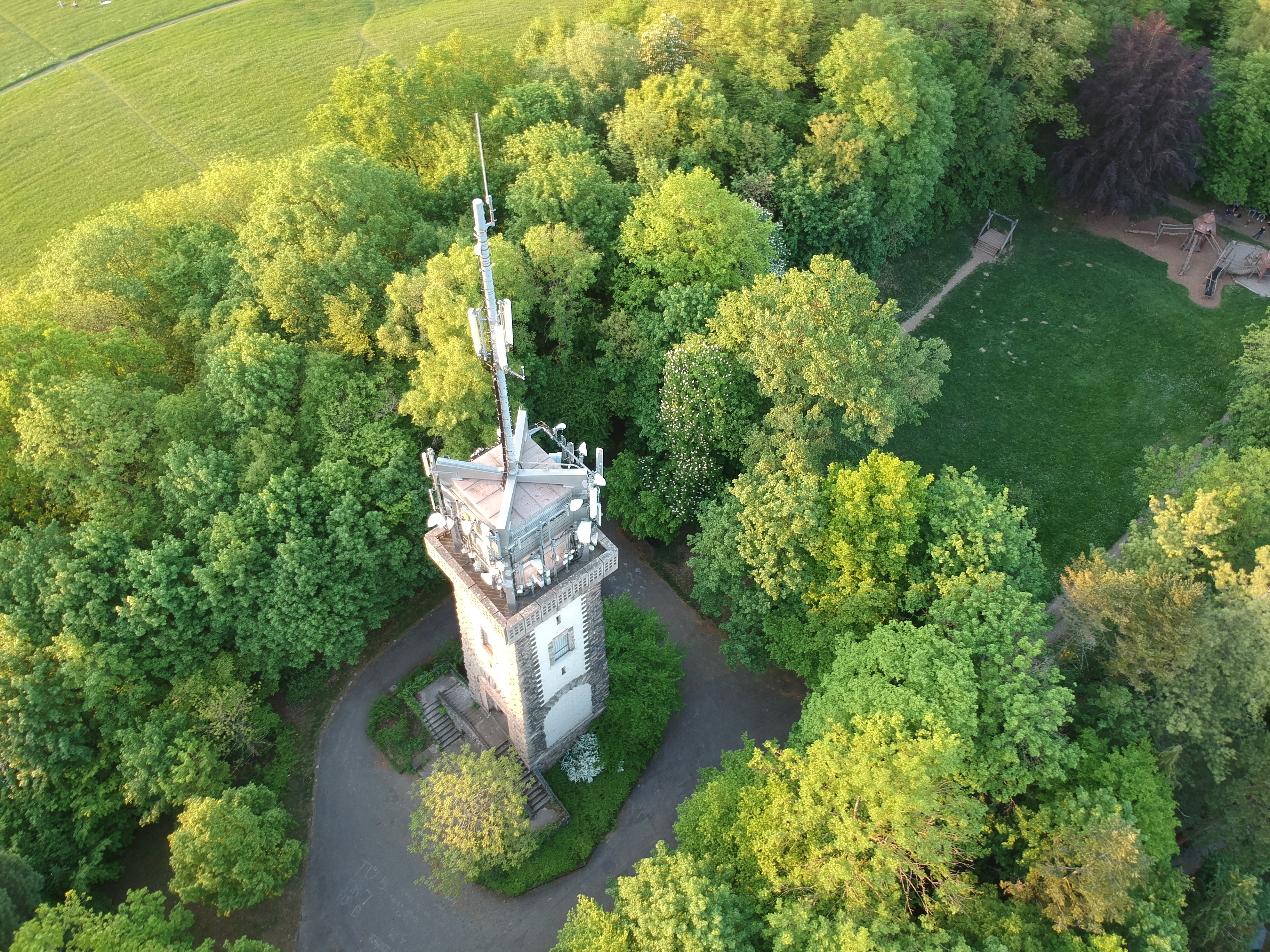
Luftbild des Österbergturms in Tübingen

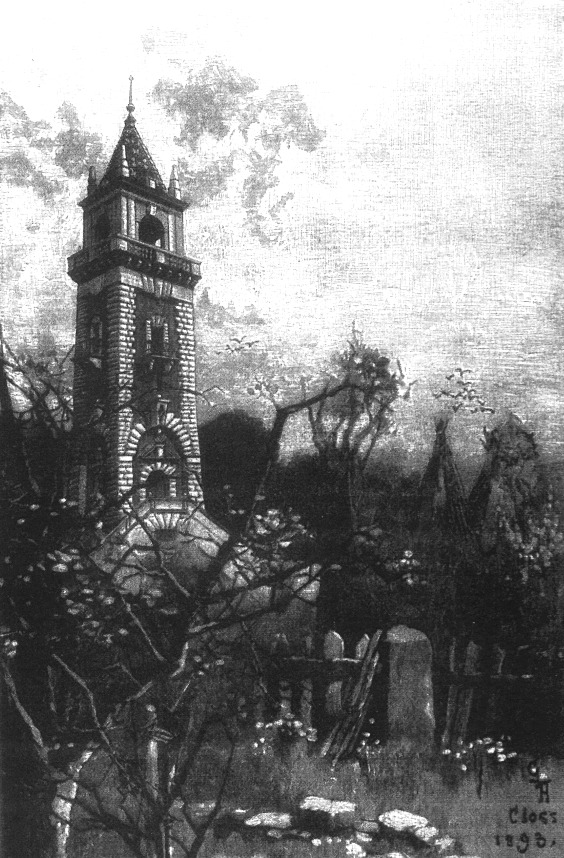
Kaiser-Wilhelm-Turm: Zeichnung von 1893

Der Österbergturm ist ein am 3. Juli 1891 als Kaiser-Wilhelm-Turm eingeweihter Aussichtsturm auf dem Österberg (437,9 m ü. NHN) der im Landkreis Tübingen liegenden baden-württembergischen Stadt Tübingen. Seit 1963 ist er auch Sendeturm und seit Ende der 1990er Jahre ist er kein Aussichtsturm mehr. Mit seinem Antennenträger ist er 40 m hoch.
Der Turm steht etwas südwestlich vom Gipfel des östlich der Alt- und Innenstadt von Tübingen liegenden Österbergs auf etwa 431 m Höhe.

## Geschichte
Der Bau des Turms wurde 1890 begonnen. Im Jahre 1963 vermietete die Stadt Tübingen den Österbergturm an die Deutsche Bundespost, die darauf einen Fernsehumsetzer errichtete. Dazu wurde die Turmspitze entfernt und durch einen Antennenträger ersetzt. Wegen der steigenden Zahl von Mobilfunkantennen und des daraus resultierenden Platzmangels wurde der Turm Ende der 1990er Jahre für die Öffentlichkeit gesperrt, seither ist er nur auf Anfrage zu besichtigen.

## Frequenzen und Programme
Bis zur Umstellung auf DVB-T wurden folgende Programme in analogem PAL gesendet:
| Kanal | Frequenz (MHz) | Programm                        | ERP (kW) | Sendediagramm rund (ND) / gerichtet (D) | Polarisation horizontal (H) / vertikal (V) |
| ----- | -------------- | ------------------------------- | -------- | --------------------------------------- | ------------------------------------------ |
| 37    | 599,25         | ZDF                             | 0,030    | ND                                      | H                                          |
| 44    | 655,25         | SWR Fernsehen Baden-Württemberg | 0,030    | ND                                      | H                                          |
| 51    | 711,25         | Das Erste (SWR)                 | 0,048    | D                                       | H                                          |